# Sedgefield (circonscription britannique)
Pour les articles homonymes, voir Sedgefield.

Circonscription de Sedgefield dans le comté de Durham.

La circonscription de Sedgefield est une circonscription électorale anglaise située dans le comté de Durham et représentée à la Chambre des communes du Parlement britannique.

## Liste des députés
- 1918 : Rowland Burdon (conservateur)
- 1922 : John Herriotts (travailliste)
- 1923 : Leonard Ropner (conservateur)
- 1929 : John Herriotts (travailliste)
- 1931 : Roland Jennings (conservateur)
- 1935 : John Leslie (travailliste)
- 1950 : Joe Slater (travailliste)
- 1970 : David Reed (travailliste)
- 1974 : circonscription supprimée
- 1983 : circonscription rétablie, Tony Blair (travailliste)
- 2007 : élection partielle, Phil Wilson (travailliste)
- 2019 : Paul Howell (conservateur)

## Résultats électoraux
| Parti politique         | Parti politique         | Nom                     | Voix   | %       | ±%    | Maj.  |
| ----------------------- | ----------------------- | ----------------------- | ------ | ------- | ----- | ----- |
|                         | Conservateur            | Paul Howell             | 19 609 | 47,18 % | 8,4   | 4 513 |
|                         | Travailliste            | Phil Wilson (sortant)   | 15 096 | 36,32 % | −17,1 |       |
|                         | Brexit                  | David Bull              | 3 518  | 8,46 %  | 8,5   |       |
|                         | Libéraux-démocrates     | Dawn Welsh              | 1 955  | 4,7 %   | 2,8   |       |
|                         | Vert                    | John Furness            | 994    | 2,39 %  | 0,7   |       |
|                         | Indépendant             | Michael Joyce           | 394    | 0,95 %  | 0,9   |       |
| Total des votes valides | Total des votes valides | Total des votes valides | 41 566 | 100 %   |       |       |
| Électeurs inscrits      | Électeurs inscrits      | Électeurs inscrits      | 64 325 |         |       |       |